# La vita comincia ogni mattina
La vita comincia ogni mattina (La vie commence chaque matin) est une comédie théâtrale italienne en deux actes des dramaturges italiens Terzoli et Vaime (it).

## Création et reprise
La première de la pièce est jouée à Milan en 1981 au Teatro Nazionale (it), sur une mise en scène de Pietro Garinei, avec Gino Bramieri et Carmen Scarpitta dans les rôles principaux.
Il existe aussi une version télévisée de 1983.

## Trame
Le protagoniste principal, joué par Gino Bramieri, est un homme marié dont le rôle de la femme est interprété par Carmen Scarpitta, et qui voit subitement sa routine quotidienne bouleversée par sa passion pour une brésilienne, jouée par Silvia Regina, qui est beaucoup plus jeune que lui.
Giulio doit décider, en deux heures, de faire ses bagages et partir avec Isabel, ou rester avec Lucia.

## Distribution
- Gino Bramieri[1] : Giulio Cogliati
- Carmen Scarpitta : sa femme, Lucia
- Edi Angelillo (it) : sa fille, Barbara
- Roberto Bonanni (it) : le voisin de la porte à côté, petit ami de Barbara
- Sílvia Regina (d) : Isabel
- Gabriella Belli (it)
- Antonella Diana
- Paola Guadagni
- Ivonne La Bozzetta
- Paola Marzi[4],[5]